# Ханс Шенк фон Щауфенберг
Ханс Шенк фон Щауфенберг (на немски: Hans Schenk von Stauffenberg; † 12 юли 1582) е благородник от линията „Амердинги“ на швабския стар благороднически род Шенк фон Щауфенберг във Вилфлинген.
Той е първият син на Себастиан Шенк фон Щауфенберг († 1564) и първата му съпруга Анна фон Рехберг-Илерайхен († пр. 1540), дъщеря на рицар Албрехт фон Рехберг-Илерайхен († 1510) и Мая Гюс фон Гюсенберг († 1521). Баща му се жени втори път на 12 февруари 1539/1540 г. за Анна фон Шпет цу Зулцбург († сл. 1573). 
Братята му са Вернер Шенк фон Щауфенберг († ок. 1583), Албрехт Шенк фон Щауфенберг († 1593), Георг Шенк фон Щауфенберг († 1605), Вилхелм Шенк фон Щауфенберг († 1587) и Себастиан Шенк фон Щауфенберг († 1590).
Фамилията „Шенк фон Щауфенберг“ се нарича през 1317 г. на построения от тях замък Щауфенберг през 12 век. Фамилията е издигната през 1692 г. на имперски фрайхер и 1785 г. на имперски граф.

## Фамилия
Ханс Шенк фон Щауфенберг се жени на 26 януари 1565/1566 г. в Хаунсхайм за Барбара фон Вестернах († 22 септември 1570). Те имат две деца:
- Бернхард Шенк фон Щауфенберг († 17 декември 1609), женен на 13 март 1588/1589 г. в Улм за Анна Регина фон Леонрод (* 12 октомври 1570), дъщеря на Филип фон Леонрод и Барбара Хунд фон Лаутербах; имат девет деца, между тях:
  - Ханс Зигизмунд Шенк фон Щауфенберг (* 1607; † 14 януари 1678/1679 в Айхщет), женен на 17 април 1640 г. в капелата „Св. Георг“ в катедралата Айхщет за Маргарета Урсула Шенк фон Гайерн († 24 април 1687, Тайленберг); имат осем деца
- Маргарета Анна († 1586), омъжена 1585 г. за Маркс фон Нойхаузен